# Octávio Moreira
Octávio António Carvalho Mata Gomes Moreira (Póvoa de Varzim, Portugal, 19 de mayo de 1972) conocido deportivamente como Octávio Moreira es un exfutbolista portugués y asistente técnico de fútbol.

## Trayectoria

### Como futbolista
Se desempeñaba como delantero y jugó para equipos de su país natal como Marinhais, Coimbra, Leixoes, Desportivo Aves y FC Marinhas, este último dónde le puso fin a su carrera deportiva.

### Como asistente técnico
Comenzó en el 2009 siendo el asistente técnico de su compatriota Professor Neca en el Estoril dónde tuvo una totalidad de 30 juegos dirigidos. En julio de 2010 es elegido el segundo entrenador de Eduardo Esteves para dirigir al Varzim, club en el que estuvo un total de 37 juegos hasta diciembre de 2012 año en que dejó de ser su asistente para estar a los servicios de José Villaça y posteriormente de Paulo Fonseca y Professor Neca (con quien anteriormente ya había trabajado en el Estoril) en el Desportivo Aves.
En julio de 2016 fue el asistente técnico de André David y Francisco Chaló en el Académico Viseu.
El 11 de febrero de 2017 se marcha a Israel junto a Lito Vidigal para dirigir al Maccabi Tel Aviv Football, club dónde su entrenador principal no tuvo mucho éxito, siendo su cargo ocupado por el holandés Jordi Cruyff con el cual estuvo la oportunidad de trabajar en dos ocasiones. Después abandona a Cryff y regresa a su país natal para seguir trabajando con Lito Vidigal en la dirección del Desportivo Aves (equipo donde estuvo como jugador en la temporada 2009).
En enero de 2018 fue el entrenador adjunto de Jorge Simão, Lito Vidigal, Daniel Ramos, Professor Neca y Alfredo Castro en el Boavista. En el mes de julio de ese mismo año es anunciado junto a Lito Vidigal como entrenadores del Vitória Setúbal; pero fueron cesados de su cargo el 25 de enero de 2019.

## Clubes

### Como futbolista
| Club           | País     | Año         |
| -------------- | -------- | ----------- |
| GD Marinhais   | Portugal | 1995        |
| Coimbra        | Portugal | 1995        |
| Leixões SC     | Portugal | 1996        |
| Deportivo Aves | Portugal | 1998 - 1999 |
| FC Marinhas    | Portugal | 2009        |

### Como asistente técnico
| Club            | País     | Año         |
| --------------- | -------- | ----------- |
| Estoril         | Portugal | 2008 - 2009 |
| Varzim          | Portugal | 2010 - 2012 |
| Desportivo Aves | Portugal | 2012 - 2013 |
| Académico Viseu | Portugal | 2016 - 2017 |
| M. Tel Aviv     | Israel   | 2017        |
| Desportivo Aves | Portugal | 2017 - 2018 |
| Boavista Porto  | Portugal | 2018        |
| Vitória Setúbal | Portugal | 2018 - 2019 |